# Convenções Bonn-Paris

Mapa das zonas de ocupação e administrativas da Alemanha após a Segunda Guerra Mundial. Os estados das zonas de ocupação americana, britânica e francesa fundaram a República Federal da Alemanha em 1949, comumente conhecida como Alemanha Ocidental.

As convenções Bonn-Paris foram assinadas em maio de 1952 e entraram em vigor após a ratificação de 1955. As convenções puseram fim à ocupação aliada da Alemanha Ocidental.
O atraso entre a assinatura e a ratificação deveu-se ao fracasso francês em ratificar o tratado relacionado com a Comunidade Europeia de Defesa. Isso acabou sendo superado pelo Secretário de Relações Exteriores britânico, Anthony Eden, propondo que a Alemanha Ocidental se tornasse membro da OTAN e a remoção das referências à Comunidade Europeia de Defesa nas convenções Bonn-Paris. O tratado revisto foi assinado em uma cerimônia em Paris em 23 de outubro de 1954. As convenções entraram em vigor durante a última reunião do Alto Comissariado Aliado, que ocorreu na Embaixada dos Estados Unidos em Bonn, em 5 de maio de 1955.

## Visão geral
A obtenção da soberania tornou-se necessária à luz dos esforços de rearmamento da RFA. Por essa razão, foi acordado que o Tratado só entraria em vigor quando a Alemanha Ocidental também aderisse à Comunidade Europeia de Defesa (CED). Uma vez que o Tratado CED não foi aprovado pelo Parlamento francês em 30 de Agosto de 1954, o Tratado Geral não pôde entrar em vigor. Após este fracasso, o Tratado EDC teve de ser reformulado e as nações na Conferência das Nove Potências de Londres decidiram permitir que a Alemanha Ocidental aderisse à OTAN e criasse a União da Europa Ocidental (não confundir com a União Ocidental ou a União Europeia). Com este desenvolvimento, a Alemanha Ocidental, sob a liderança de Konrad Adenauer, diante do pano de fundo da Guerra Fria tornou-se um parceiro totalmente confiável dos aliados ocidentais e com o segundo rascunho do Tratado Geral, a Alemanha Ocidental recuperou amplamente sua soberania. Os Aliados, no entanto, mantiveram alguns controles sobre a Alemanha até 1991 (ver mais Acordo Dois Mais Quatro). Além disso, o fim do regime de ocupação na Alemanha Ocidental tecnicamente não se estendeu a Berlim (na verdade, a continuação da presença dos Aliados Ocidentais em Berlim Ocidental era necessária e até desejada pela Alemanha Ocidental, dado o contexto da Guerra Fria), e a ocupação de Berlim pelos Aliados só foi finalizada em 1994 sob os termos do Tratado Dois Mais Quatro.

## Convenção
O artigo 1.º do Anexo I da Convenção de Estabelecimento prevê que à República Federal da Alemanha é atribuída "a plena autoridade de um Estado soberano sobre os seus assuntos internos e externos". No entanto, o Artigo 2 prevê que as Três Potências mantenham seus direitos "relativos a Berlim e à Alemanha como um todo, incluindo a reunificação da Alemanha e um acordo de paz". O artigo 2.º destinava-se a impedir que os atos praticados pelos Aliados durante a ocupação alemã fossem questionados retroativamente pelos tribunais da Alemanha Ocidental.
Miriam Aziz, do Centro Robert Schumann, do Instituto Universitário Europeu, afirma que há uma diferença entre a redação da Convenção de Assentamento "a plena autoridade de um Estado soberano" e a redação do Tratado sobre o Acordo Final em relação à Alemanha, de 1990, no qual a Alemanha é referida como tendo "plena soberania sobre seus assuntos internos e externos", dá origem a uma distinção entre soberania de facto e soberania de jure. Detlef Junker, da Ruprecht-Karls-Universität Heidelberg, concorda com essa análise: "Nos Acordos de Paris de 23 de outubro de 1954, Adenauer promulgou a seguinte redação lacônica: 'A República Federal terá, portanto, [após o término do regime de ocupação] a plena autoridade de um Estado soberano sobre seus assuntos internos e externos'. Se isso foi pensado como uma declaração de fato, deve-se admitir que foi em parte ficção e, se interpretado como wishful thinking, foi uma promessa que não foi cumprida até 1990. Os Aliados mantiveram seus direitos e responsabilidades em relação a Berlim e à Alemanha como um todo, particularmente a responsabilidade pela futura reunificação e um futuro tratado de paz".
| Tratado Geral (Convenção de Bonn)                                                                                    |                       |
| Convenção sobre as Relações entre os Três Poderes e a República Federal da Alemanha                                  |                       |
| Assinado | 26 de maio de 1952    |
| Localização | Bonn, Alemanha        |
| Convenção sobre a Resolução de Questões Decorrentes da Guerra e da Ocupação                                          |                       |
| Assinado | 26 de maio de 1952    |
| Localização | Bonn, Alemanha        |
| Convenção das Forças (Convenção de Bonn)                                                                             |                       |
| Convenção sobre os Direitos e Obrigações das Forças Estrangeiras e dos seus Membros na República Federal da Alemanha |                       |
| Assinado | 26 de maio de 1952    |
| Localização | Bonn, Alemanha        |
| Protocolo de Paris                                                                                                   |                       |
| Protocolo relativo à cessação do regime de ocupação na República Federal da Alemanha                                 |                       |
| Assinado | 21 de Outubro de 1954 |
| Localização | Paris, França         |